# دافيد بيسبال
دابيذ بيسبال فري (بالإسبانية: David Bisbal Ferré)‏ ولد في المرية، في إسبانيا، في 5 حزيران 1979، وهو مغني بوب إسباني حائز على جائزة غرامي، وقد حاز على شهرته الأولى كمتسابق في برنامج تلفزيوني Operación Triunfo.
و بعد ذلك قام بإنتاج أربع ألبومات، كل واحد منهم كان عاليا في مخطط ألبومات إسبانيا، إضافة إلى ذلك فقد قام بتسجيل عدد من الألبومات المباشرة (الهوائية)، وقد سافر حول أوروبا وأمريكا اللاتينية، ويعتبر الآن مطرب عالمي.
و بحلول عام 2012، باع دافيد بيسبال أكثر من خمس ملايين تسجلا في إسبانيا وأمريكا، حاصلا على 35 ألبوم بلاتيني، 17 ألبوم ذهبي وألبومان ألماسيان. حاز كل من ألبوما Corazón Latino وBulería على جائزة IFPI البلاتينية، وشهادة رسمية لبيع أكثر من مليون نسخة في أوروبا.

## الألبومات
من أشهر ألبوماته :
1. Corazón Latino في 2002.
2. Bulería في 2004.
3. Todo Por Ustedes في 2005.
4. David Bisbal في 2006.
5. Premonición في 2006.
6. Premonición Live في 2007.
7. Sin Mirar Atrás في 2009.
8. Una noche en el teatro real في 2011.

## روابط خارجية
- دافيد بيسبال على موقع IMDb (الإنجليزية)
- دافيد بيسبال على موقع ميوزك برينز (الإنجليزية)
- دافيد بيسبال على موقع إن إن دي بي (الإنجليزية)
- دافيد بيسبال على موقع أول ميوزيك (الإنجليزية)
- دافيد بيسبال على موقع ديسكوغز (الإنجليزية)
- دافيد بيسبال على موقع قاعدة بيانات الفيلم (الإنجليزية)